# Августин Тріумфус
Августин Тріумфус (лат. Augustinus Triumphus або лат. Agostino Trionfo) або Августин Анкóнський (лат. Augustinus de Ancona або лат. Agostino d'Ancona; бл.1243 рік, Анкона — 2 квітня 1328 рік, Неаполь) — середньовічний італійський монах-августинець, богослов і політичний діяч, видатний апологет папства.
Його ставлять поруч з іншим захисником папської влади — іспанським богословом Альваро Пелагіусом.

## Біографія
Народився в шляхетній родині в місті Анконі Анконської республіки. 1261 року в 18-річному віці вступив до ордена августинців; був посланий орденом в Паризький університет для слухання лекцій Фоми Аквінського. Після повернення став професором богослов'я в тому ж університеті.
Брав участь у Другому Ліонському соборі (1274), там був запрошений Франциском Каррарським (Francesco da Carrara) в Падую; потім перебував при дворі неаполітанського короля Карла II (1284—1309) і Роберта Мудрого (1309—1313).
Брав участь у створенні декількох монастирів в Калабрії. З численних його творів головним вважається «Сума про церковну владу» — трактат, присвячений Папі Римському Іоаннові XXII. У ньому Августин відстоює папську владу, як єдину владу, дану Богом, і від якої повинні залежати всі інші влади.

## Праці
- De cognitione animae (Про пізнання душі);
- De duabus naturis in Persona Christi (Про дві природи в Ісусі Христі);
- Summa de potestate ecclesiastica (Сума про церковну владу). R., 1548;
- Tractatus brevis super facto Templariorum (Короткий трактат про справу тамплієрів), 1308;
- Tractatus contra articulos inventos ad diffamandum Bonifacium VIII (Трактат проти звинувачень, висунутих з метою зганьбити Боніфація VIII);
- Tractatus brevis de duplici potestate praelatorum et laicorum / Ed. N. Scholz // Die Publizistik zur Zeit Philipps des SchЪnen und Bonifaz VIII. Stuttgart, 1903, S. 486—501.